# Tovar (Mérida)
Tovar é um município da Venezuela localizado no estado de Mérida.
A capital do município é a cidade de Tovar.